# سليخة
السَّلِيخَة أو النَّجَب أو النَّجْب أو دَار صُوص أو القِرْفَة الصينية (الاسم العلمي: Cinnamomum cassia) وهو نبات من جنس القرفة، وتعرف أيضًا بالقرفة المزيفة. وشجرتها دائمة الخضرة موطنها الأصلي جنوب الصين، وتزرع هناك على نطاق واسع وفي أماكن أخرى في الجنوب وجنوب شرق آسيا (الهند وإندونيسيا ولاوس وماليزيا وتايلاند وفيتنام). وهي واحدة من عدة أنواع من القرفة يستخدم لحاءها العطري تابلاً. تُستخدم براعمها أيضًا كتوابل، خاصة في الهند، وكان يستخدمها الرومان القدماء والأمم القديمة لهذا الغرض ولغير ذلك.
تنمو الشجرة إلى ارتفاع 10-15 م، ولحاءها صلب مائل إلى الرمادي، وأوراقها متطاولة يبلغ طولها بين 10 و 15 سم، لونها محمر عندما تكون صغيرة.

## الأصل والأنواع

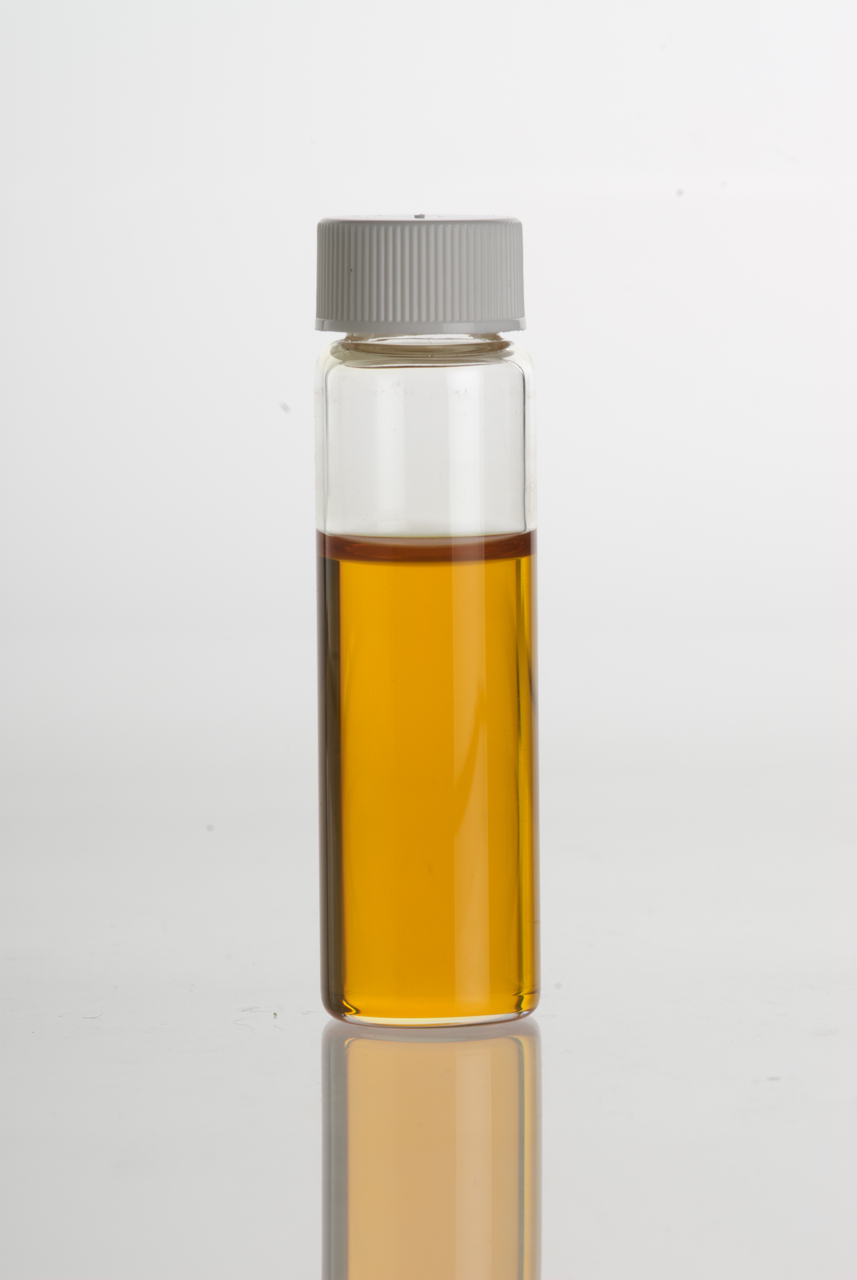
الزيت الأساسي للقرفة الصينية

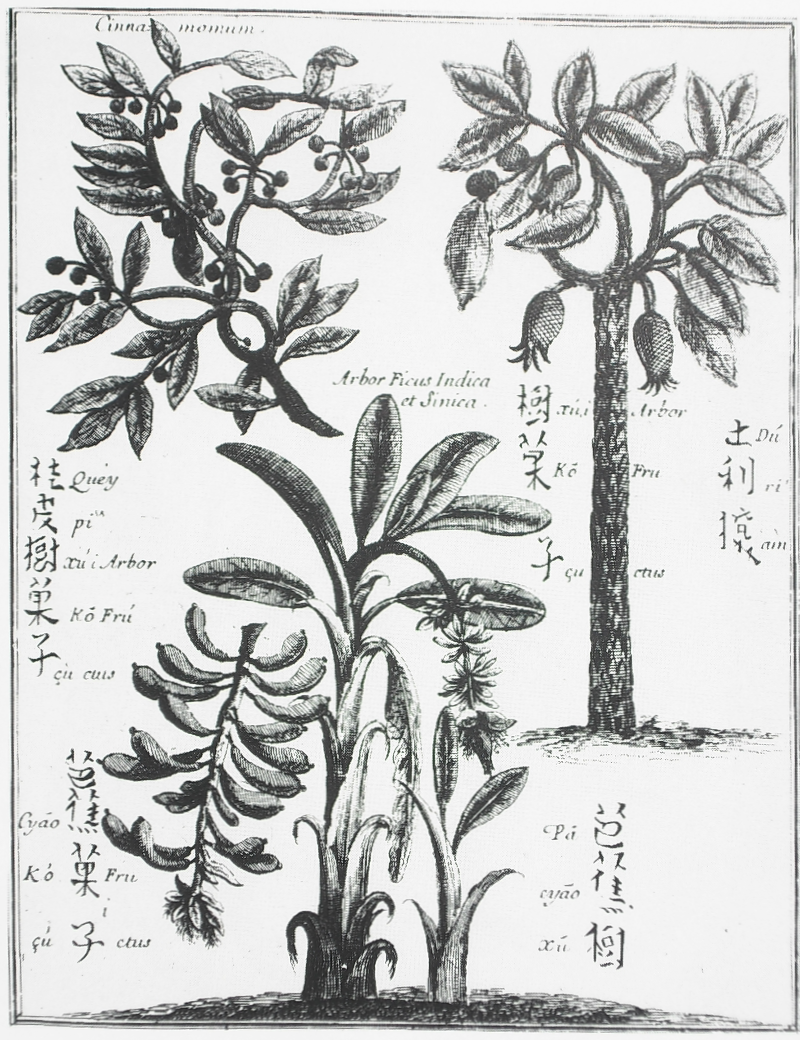
القرفة الصينية -أعلى اليسار - كما رسمها المبشر الهولندي ميشال بويم عام 1665

القرفة الصينية قريبة من القرفة السيلانية وقرفة سايغون، والمعروفة أيضًا باسم «القرفة الفيتنامية» وكذلك من القرفة الإندونيسية من منطقة مالابار في الهند. في جميع الأنواع الخمسة، يستخدم اللحاء المجفف كتوابل. نكهة الكاسيا الصينية أقل حساسية من نكهة القرفة السيلانية. لحاءها أكثر سمكًا، وأصعب في التكسير، وله قوام أكثر خشونة من قرفة سيلان.
قرفة كاسيا هي أشهر أنواع القرفة التي تباع وتستهلك في أمريكا الشمالية. تباع «القرفة الإندونيسية» بكميات أقل بكثير.
تنتج الكاسيا الصينية في كل من الصين وفيتنام. حتى الستينيات من القرن الماضي، كانت فيتنام أهم منتج في العالم لقرفة سايغون، والتي تحتوي على نسبة عالية من الزيت، وبالتالي لها نكهة أقوى. ولكن بسبب الاضطراب الذي سببته حرب فيتنام، زِيد إنتاج الكاسيا الإندونيسية في مرتفعات جزيرة سومطرة الإندونيسية لتلبية الطلب. تحتوي كاسيا الإندونيسية على أقل محتوى زيتي من الأنواع الثلاثة من الكاسيا، لذلك أوامر بأقل سعر. الكاسيا الصينية لها نكهة أكثر حلاوة من القرفة الإندونيسية، على غرار قرفة سايجون، ولكن مع محتوى زيت أقل. [بحاجة لمصدر]

## لحاء الكاسيا
يستخدم لحاء كاسيا (سواء المسحوق أو الكامل، أو شكل «العصا») كعامل توابل للحلويات، والحلويات، والمعجنات، واللحوم. يضاف في العديد من وصفات الكاري، حيث تكون القرفة السيلانية أقل ملاءمة. تضاف الكاسيا أحيانًا إلى قرفة سيلان، لكنها منتج أكثر سمكًا وخشونة. تُباع الكاسيا على شكل قطع من اللحاء (كما هو موضح في الصورة أدناه) أو كريشات أو عصي أنيقة. يمكن تمييز أعواد الكاسيا عن أعواد القرفة السيلانية بهذه الطريقة: تحتوي أعواد القرفة السيلانية على العديد من الطبقات الرقيقة الملفوفة ويمكن بسهولة تحويلها إلى مسحوق باستخدام مطحنة القهوة أو التوابل، في حين أن أعواد القرفة صلبة للغاية وعادة ما تتكون من طبقة سميكة واحدة.

## براعم القرفة الصينية
هذه البراعم على الرغم من ندرتها، تستخدم أحيانًا كتوابل. تشبه القرنفل في المظهر ولها نكهة قرفة خفيفة ومنمقة. وتُستخدم البراعم بشكل أساسي في وصفات التخليل القديمة والمخللات والشاي.

## الاثار الطبية للمواد الكيميائية النباتية

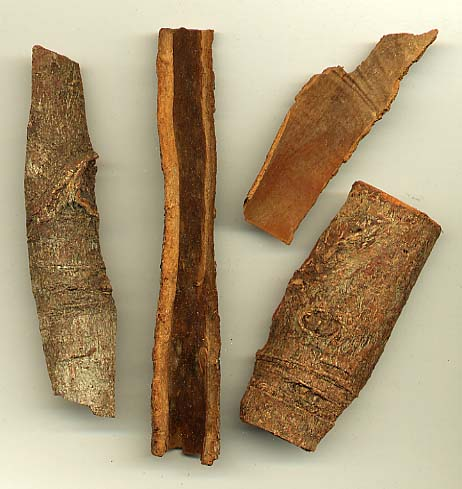
لحاء القرفة الصينية

القرفة الصينية (تسمى ròuguì ؛ 肉桂 باللغة الصينية) في المقام الأول في المقاطعات الجنوبية من قوانغشي وغوانغدونغ ويونان. تعتبر واحدة من 50 عشبًا أساسيًا في الطب الصيني التقليدي. عزلت أكثر من 160 مادة كيميائية نباتية من القرفة الصينية.
حذرت وكالات الصحة الأوروبية من استهلاك كميات كبيرة من الكاسيا  ، بسبب عنصر ترقق الدم يسمى الكومارين الذي يمكن أن يلحق الضرر بالكبد إذا تم تناوله بكميات أكبر. المركبات النشطة بيولوجيًا الأخرى الموجودة في اللحاء والمسحوق والزيوت الأساسية في القرفة الصينية هي ألديهيد القرفة والستايرين. في الجرعات العالية، يمكن أن تكون هذه المواد سامة للإنسان.

## تاريخ
يذكر خبراء الأعشاب الصينيين إلى أن البشر استخدموا لحاء القرفة الصينية على الأقل منذ 2700 قبل الميلاد. فكان علاجًا للإسهال والحمى ومشاكل الدورة الشهرية. استخدمه معالجو الأيورفيدا في الهند أيضًا لعلاج أمراض مماثلة.
جلبت القرفة الصينية إلى مصر بحوالي 500 قبل الميلاد. حيث أصبحت مادة مضافة ذات قيمة لخلائط التحنيط الخاصة بهم. كان الإغريق والرومان والعبرانيون القدماء أول من استخدم لحاء القرفة كتوابل للطبخ. كما صنعوا العطور باضافتها اليها واستخدموها للأغراض الطبية. يشير الكتاب المقدس إلى أنه كان جزءًا من زيت المسحة الذي استخدمه موسى. هاجرت القرفة مع الرومان. استخدم في الطهي بحلول القرن السابع عشر في أوروبا.